# Großer Peetschsee

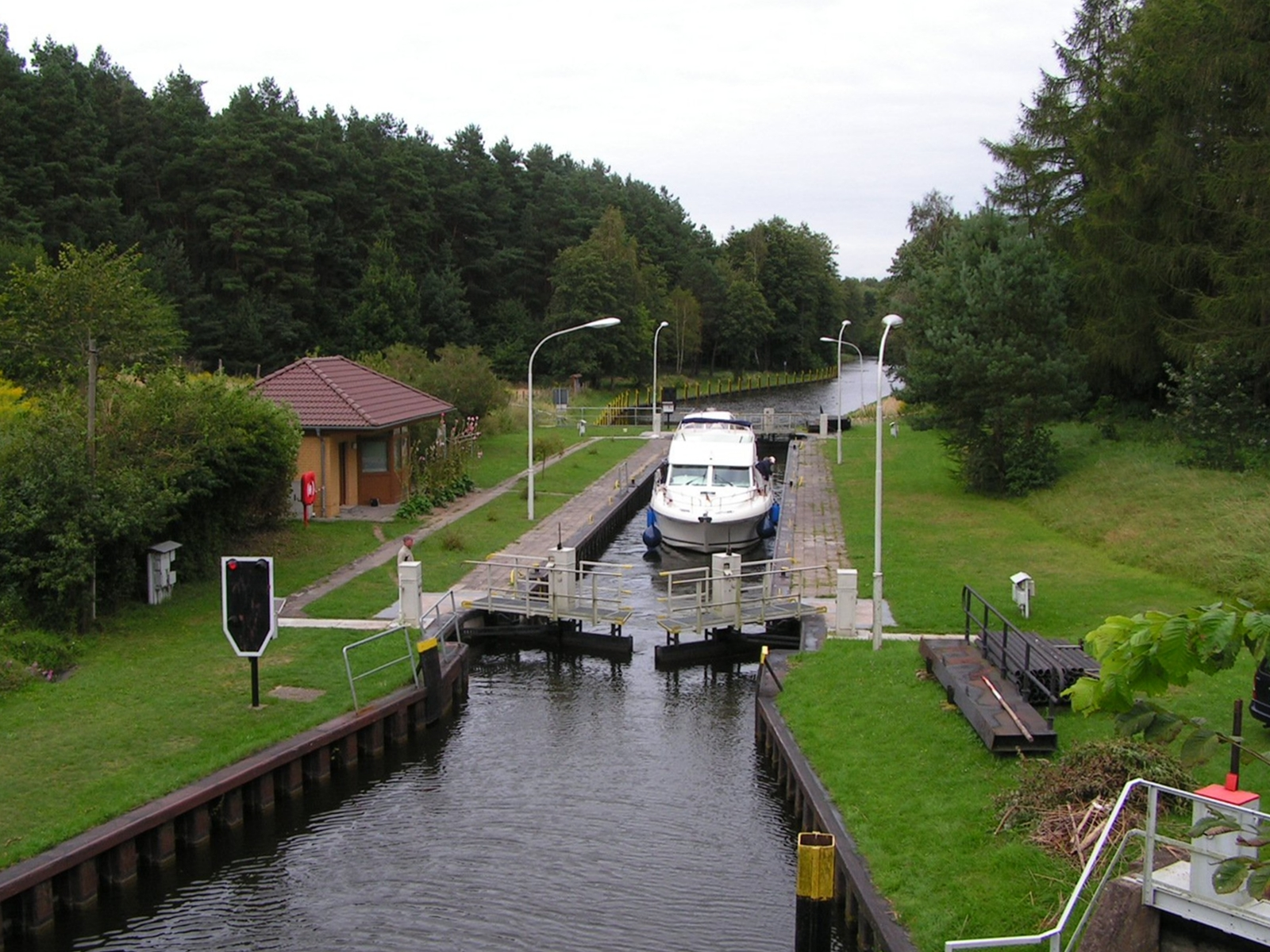
Schleuse Diemitz

Der Große Peetschsee ist ein See einen Kilometer östlich vom Mirower Ortsteil Diemitz im Landkreis Mecklenburgische Seenplatte in Mecklenburg-Vorpommern. Der Seename leitet sich vom slawischen Wort pêsŭkŭ für Sand ab.
Die maximale Ausdehnung des birnenförmigen Sees beträgt 320 Meter × 500 Meter, bei einer Wassertiefe von über fünf Metern. Der Wasserspiegel liegt auf 58,5 m ü. NHN.
Zufluss hat der See über einen Kanal im Nordwesten vom Vilzsee. Den Abfluss im Osten bildet ein Kanal mit der Schleuse Diemitz zum 500 Meter östlich, unterhalb der Schleuse liegenden Kleinen Peetschsee, an den sich 400 Meter östlich der Labussee anschließt. Dieses Fahrwasser am nördlichen Rand ist Teil der 32 Kilometer langen Bundeswasserstraße Müritz-Havel-Wasserstraße der Wasserstraßenklasse I, zu der auch der See gehört. Zuständig ist das Wasserstraßen- und Schifffahrtsamt Oder-Havel.